# Кубок володарів кубків 1991—1992
Кубок володарів кубків 1991–1992 — 32-ий розіграш Кубка володарів кубків УЄФА, європейського клубного турніру для переможців національних кубків.
Переможцем турніру став бременський «Вердер», здолавши у фіналі «Монако». Обидва клуби вперше дійшли до фіналу Кубка володарів кубків.

## Учасники
| №п/п | Клуб                | Турнір                                      |
| ---- | ------------------- | ------------------------------------------- |
| 1    | «Манчестер Юнайтед» | Володар Кубка володарів кубків 1990—1991    |
| 2    | «Рома»              | Володар Кубка Італії 1990—1991              |
| 3    | «Вердер»            | Володар Кубка Німеччини 1990—1991           |
| 4    | «Атлетіко»          | Володар Кубка Іспанії 1990—1991             |
| 5    | «Брюгге»            | Володар Кубка Бельгії 1990—1991             |
| 6    | «Монако»            | Володар Кубка Франції 1990—1991             |
| 7    | «Феєнорд»           | Володар Кубка Нідерландів 1990—1991         |
| 8    | «Порту»             | Володар Кубка Португалії 1990—1991          |
| 9    | «Хайдук»            | Володар Кубка Югославії 1990—1991           |
| 10   | ЦСКА                | Володар Кубка СРСР 1990—1991                |
| 11   | «Бакеу»             | Фіналіст Кубка Румунії 1990—1991            |
| 12   | «Банік»             | Володар Кубка Чехословаччини 1990—1991      |
| 13   | «Мотервелл»         | Володар Кубка Шотландії 1990—1991           |
| 14   | «Тоттенгем Готспур» | Володар Кубка Англії 1990—1991              |
| 15   | «Штоккерау»         | Володар Кубка Австрії 1990—1991             |
| 16   | «Оденсе»            | Володар Кубка Данії 1990—1991               |
| 17   | «Атінаїкос»         | Фіналіст Кубка Греції 1990—1991             |
| 18   | «Шталь»             | Фіналіст Кубка НДР 1990—1991                |
| 19   | «Галатасарай»       | Володар Кубка Туреччини 1990—1991           |
| 20   | «Сьйон»             | Володар Кубка Швейцарії 1990—1991           |
| 21   | ГКС (Катовиці)      | Володар Кубка Польщі 1990—1991              |
| 22   | «Норрчепінг»        | Фіналіст Кубка Швеції 1990                  |
| 23   | «Ференцварош»       | Володар Кубка Угорщини 1990—1991            |
| 24   | «Левські»           | Володар Кубка Болгарії 1990—1991            |
| 25   | «Ільвес»            | Володар Кубка Фінляндії 1990                |
| 26   | «Суонсі Сіті»       | Володар Кубка Уельсу 1990—1991              |
| 27   | «Партизані»         | Володар Кубка Албанії 1990—1991             |
| 28   | «Валюр»             | Володар Кубка Ісландії 1990                 |
| 29   | «Фюлінген»          | Фіналіст Кубка Норвегії 1990                |
| 30   | «Омонія»            | Володар Кубка Кіпру 1990—1991               |
| 31   | «Гленавон»          | Фіналіст Кубка Північної Ірландії 1990—1991 |
| 32   | «Голвей Юнайтед»    | Володар Кубка Ірландії 1990—1991            |
| 33   | «Валетта»           | Володар Кубка Мальти 1990—1991              |
| 34   | «Женесс»            | Фіналіст Кубка Люксембургу 1990—1991        |

## Кваліфікаційний раунд
| Команда 1      | Заг. | Команда 2         | 1-й матч | 2-й матч |
| -------------- | ---- | ----------------- | -------- | -------- |
| Штоккерау      | 0:2  | Тоттенхем Хотспур | 0:1      | 0:1      |
| Голвей Юнайтед | 0:7  | Оденсе            | 0:3      | 0:4      |

## Перший раунд
| Команда 1      | Заг.    | Команда 2         | 1-й матч | 2-й матч |
| -------------- | ------- | ----------------- | -------- | -------- |
| Фюлінген       | 2:8     | Атлетіко (Мадрид) | 0:1      | 2:7      |
| Атінаїкос      | 0:2     | Манчестер Юнайтед | 0:0      | 0:2 (дч) |
| ГКС (Катовіце) | 3:3 (ч) | Мотервелл         | 2:0      | 1:3      |
| Омонія         | 0:4     | Брюгге            | 0:2      | 0:2      |
| Бакеу          | 0:11    | Вердер            | 0:6      | 0:5      |
| Левскі         | 3:7     | Ференцварош       | 2:3      | 1:4      |
| Шталь          | 1:5     | Галатасарай       | 1:2      | 0:3      |
| Оденсе         | 1:4     | Банік (Острава)   | 0:2      | 1:2      |
| Гленавон       | 4:4 (ч) | Ільвз (Тампере)   | 3:2      | 1:2      |
| ЦСКА (Москва)  | 2:2 (ч) | Рома              | 1:2      | 1:0      |
| Норрчепінг     | 6:1     | Женесс (Еш)       | 4:0      | 2:1      |
| Свонсі Сіті    | 1:10    | Монако            | 1:2      | 0:8      |
| Валюр          | 1:2     | Сьйон             | 0:1      | 1:1      |
| Партизані      | 0:1     | Феєнорд           | 0:0      | 0:1      |
| Хайдук (Спліт) | 1:2     | Тоттенхем Хотспур | 1:0      | 0:2      |
| Валетта        | 0:4     | Порту             | 0:3      | 0:1      |

## Другий раунд
| Команда 1         | Заг.           | Команда 2         | 1-й матч | 2-й матч |
| ----------------- | -------------- | ----------------- | -------- | -------- |
| Атлетіко (Мадрид) | 4:1            | Манчестер Юнайтед | 3:0      | 1:1      |
| ГКС (Катовіце)    | 0:4            | Брюгге            | 0:1      | 0:3      |
| Вердер            | 4:2            | Ференцварош       | 3:2      | 1:0      |
| Галатасарай       | 2:2 (ч)        | Банік (Острава)   | 0:1      | 2:1      |
| Ільвз (Тампере)   | 3:6            | Рома              | 1:1      | 2:5      |
| Норрчепінг        | 1:3            | Монако            | 1:2      | 0:1      |
| Сьйон             | 0:0 (3:5 пен.) | Феєнорд           | 0:0      | 0:0 (дч) |
| Тоттенхем Хотспур | 3:1            | Порту             | 3:1      | 0:0      |

## Чвертьфінали
| Команда 1         | Заг.    | Команда 2         | 1-й матч | 2-й матч |
| ----------------- | ------- | ----------------- | -------- | -------- |
| Атлетіко (Мадрид) | 4:4 (ч) | Брюгге            | 3:2      | 1:2      |
| Вердер            | 2:1     | Галатасарай       | 2:1      | 0:0      |
| Рома              | 0:1     | Монако            | 0:0      | 0:1      |
| Феєнорд           | 1:0     | Тоттенхем Хотспур | 1:0      | 0:0      |

## Півфінали
| Команда 1 | Заг.    | Команда 2 | 1-й матч | 2-й матч |
| --------- | ------- | --------- | -------- | -------- |
| Брюгге    | 1:2     | Вердер    | 1:0      | 0:2      |
| Монако    | 3:3 (ч) | Феєнорд   | 1:1      | 2:2      |

## Фінал
| 6 травня 1992 |

| Вердер               | 2:0      | Монако |
| -------------------- | -------- | ------ |
| Аллофс 40' Руфер 55' | Протокол |        |

| Ештадіу да Луж, Лісабон Глядачів: 16 000 Арбітр: П'єтро Д'Елія |

| Володар Кубка володарів кубків 1991—1992 |
| ---------------------------------------- |
| ФРН                                      |
| «Вердер» Бремен 1-ий титул               |